# Трансцендентализъм
Трансцендентализмът (от лат. trans – през, отвъд, над, и scandere – изкачвам, преминавам) е американско литературно-философско движение, възникнало през първата половина на 19 век като реакция срещу рационализма на 18 век (Епохата на разума) и по-конкретно на материалистичните възгледи на английския философ Джон Лок, който твърди, че на света няма нищо извън петте човешки сетива.
Трансцендентализмът е тясно свързан с името на Ралф Уолдо Емерсън – пръв негов поддръжник, който смело излага вижданията си в книгата „Природата“ (1836) и в множество свои есета и лекции, използвайки художествен език, заради който произведенията му не се възприемат като философски трактати, а като литература. Идеята на Емерсън е, че светът е много повече от това, което човек възприема чрез сетивата си. Той твърди, че има неща, които успяват да заобиколят сетивата и да стигнат до човешкото съзнание по други, по-висши пътища, че познанието се постига не само по емпиричен път, а и чрез вдъхновение. Емерсън вярва в съществуването на човешката душа. Нещо повече, той вярва, че човешката душа е свързана с една друга душа – универсалната и всеобхватна Свръх-душа (Oversoul). Емерсън защитава три принципни идеи:
- човешката душа е по-висша от тялото;
- природата е образ на Бога; тя съществува, за да отключи духовните възможности на човека;
- човешката душа има достъп до Бога, което се доказва в моменти на екзалтация.

Американският трансцендентализъм има много общи черти с европейския романтизъм и не би било съвсем погрешно да се каже, че произхожда или е вдъхновен от него. Привържениците и на двете движения вярват, че човек е добър по природа и че обществото е виновно за покварата на хората. Според тях ако хората живееха на свобода сред природата, те биха запазили естествената си доброта. Този възглед е коренно противоположен на дотогавашните твърдения на рационалистите, а именно, че единствено обществото е способно да обуздае грубата природа на човека. За разлика от европейските романтици, обаче, американските трансценденталисти поставят силен акцент върху уникалността и неприкосновеността на отделния индивид. Макар че издават списание, те никога не публикуват свой общ манифест. И в това, всъщност, е коренната разлика между двете движения. Американският трансцендентализъм представлява романтизъм, доведен до крайност.